# Província de Sufruy
La província de Sufruy (en àrab إقليم صفرو, iqlīm Ṣufrū; en amazic ⵜⴰⵙⴳⴰ ⵏ ⵚⴼⵕⵓ, tasga n Sefru) és una de les províncies del Marroc, fins 2015 part de la regió de Fès-Boulemane i actualment de la de Fes-Meknès. Té una superfície de 3.462 km² i 286.489 habitants censats en 2014. La capital és Sufruy.

## Divisió administrativa
La província de Séfrou consta de 5 municipis i 17 comunes:
| Nom                    | Codi geogràfic | Tipus        | Habitatges | Població | Estrangers | Locals | Notes                                                                                            |
| ---------------------- | -------------- | ------------ | ---------- | -------- | ---------- | ------ | ------------------------------------------------------------------------------------------------ |
| Bhalil                 | 451.01.01.     | Municipi     | 2815       | 11638    | 6          | 11632  |                                                                                                  |
| El Menzel              | 451.01.03.     | Municipi     | 2476       | 11484    | 3          | 11481  |                                                                                                  |
| Imouzzer Kandar        | 451.01.05.     | Municipi     | 3025       | 13745    | 18         | 13727  |                                                                                                  |
| Ribate El Kheir        | 451.01.07.     | Municipi     | 2619       | 12654    | 0          | 12654  |                                                                                                  |
| Sufruy                 | 451.01.09.     | Municipi     | 14344      | 64006    | 28         | 63978  |                                                                                                  |
| Adrej                  | 451.03.01.     | Comuna rural | 479        | 2236     | 0          | 2236   |                                                                                                  |
| Ain Timguenai          | 451.03.03.     | Comuna rural | 1087       | 5778     | 1          | 5777   | 3570 residents viuen al centre, anomenat Zaouiat Bougrine; 2208 residents viuen en zones rurals. |
| Bir Tam Tam            | 451.03.05.     | Comuna rural | 1818       | 9714     | 1          | 9713   |                                                                                                  |
| Dar El Hamra           | 451.03.07.     | Comuna rural | 841        | 4022     | 1          | 4021   |                                                                                                  |
| Ighzrane               | 451.03.09.     | Comuna rural | 2064       | 11050    | 0          | 11050  |                                                                                                  |
| Mtarnagha              | 451.03.11.     | Comuna rural | 982        | 5284     | 0          | 5284   |                                                                                                  |
| Oulad Mkoudou          | 451.03.13.     | Comuna rural | 1523       | 7821     | 0          | 7821   |                                                                                                  |
| Ras Tabouda            | 451.03.15.     | Comuna rural | 1202       | 6516     | 2          | 6514   |                                                                                                  |
| Tafajight              | 451.03.17.     | Comuna rural | 330        | 2047     | 0          | 2047   |                                                                                                  |
| Ain Cheggag            | 451.05.01.     | Comuna rural | 2737       | 15475    | 21         | 15454  | 4436 residents viuen al centre, anomenat Ain Cheggag; 11039 residents viuen en zones rurals.     |
| Ait Sebaa Lajrouf      | 451.05.03.     | Comuna rural | 3138       | 17400    | 0          | 17400  |                                                                                                  |
| Aghbalou Aqorar        | 451.07.01.     | Comuna rural | 3044       | 15835    | 1          | 15834  |                                                                                                  |
| Ahl Sidi Lahcen        | 451.07.03.     | Comuna rural | 993        | 5290     | 0          | 5290   |                                                                                                  |
| Azzaba                 | 451.07.05.     | Comuna rural | 515        | 2493     | 1          | 2492   |                                                                                                  |
| Kandar Sidi Khiar      | 451.07.07.     | Comuna rural | 1429       | 8709     | 0          | 8709   |                                                                                                  |
| Laanoussar             | 451.07.09.     | Comuna rural | 1721       | 9343     | 0          | 9343   |                                                                                                  |
| Sidi Youssef Ben Ahmed | 451.07.11.     | Comuna rural | 2218       | 11292    | 0          | 11292  |                                                                                                  |
| Tazouta                | 451.07.13.     | Comuna rural | 1098       | 5745     | 0          | 5745   |                                                                                                  |